# Municipio de Rožaje
El municipio de Rožaje (en idioma montenegrino: Општина Рожаје) es uno de los veintitrés municipios en los que se encuentra dividida la República de Montenegro. Su capital y ciudad más importante es la ciudad de Rožaje.

## Geografía
El municipio tiene una extensión de 432 kilómetros cuadrados. Limita al norte, sur y este con Serbia y al oeste con el municipio de Berane y, como curiosidad, cabe destacar que junto con el municipio de Ulcinj, es el único de todo el país que tan solo limita con otro municipio.
Se encuentra situado en una zona montañosa del nordeste de la República de Montenegro, a una altitud de 1000 metros, y en él se encuentran las fuentes del río Ibar. Alrededor del municipio hay varias montañas: Beleg, Sijenova, Ahmica, Turjak, Vlahovi, Krsača, Žljeb y, sobre todas ellas, se eleva Hajla, con 2.403 m de altura. 
Está situado al borde de la carretera principal que conecta Montenegro con Kosovo. Igualmente, tiene conexión con Novi Pazar, en Serbia Central. La autopista IB-22 (también conocida como Ibarska magistrala) es la principal carretera regional que conecta Montenegro con Serbia.

## Demografía
Según el censo realizado en el año 2011 este municipio tenían una población de 22.964 personas, de las cuales 9.131 habitaban en la localidad de Rožaje que se sitúa como la más poblada del municipio. La siguiente localidad en cuanto a población se refiere es Ibarac que cuenta con 3.026 habitantes.
Se considera a Rožaje el centro de la comunidad bosnia de Montenegro. Los bosnios forman la mayoría tanto en la ciudad como en el propio municipio. La población de albaneses en Rožaje es de 1.158 personas, lo que representaba el 5% de la población total en 2011. Aunque pequeña, hay una minoría de serbios, en su mayoría ubicados en el pueblo de Bijela Crkva, así como en la ciudad.
Grupos étnicos (2011):
- Bosníacos: 19 269 (83.91%)
- Albaneses: 1 158 (5.04%)
- Musulmanes eslavos: 1 044 (4.55%)
- Serbios: 822 (3.58%)
- Montenegrinos: 401 (1.75%)
- Otros o sin definir: 270 (1.18%)

Lenguas (2011):
- Bosnio: 16 631 (72.42%)
- Montenegrino: 3 967 (17.27%)
- Albanés: 1 055 (4.59%)
- Serbio: 1 026 (4.47%)
- Otros o sin definir: 285 (1.24%)

Religiones (2011):
- Musulmanes: 21 805 (94.95%)
- Ortodoxos: 1,055 (4.59%)
- Otros o sin definir: 104 (0.45%)